# Protocobitis typhlops
Protocobitis typhlops är en fiskart som beskrevs av Yang, Chen och Lan, 1993. Protocobitis typhlops ingår i släktet Protocobitis och familjen nissögefiskar. IUCN kategoriserar arten globalt som sårbar. Inga underarter finns listade i Catalogue of Life.